# Tesorería de Su Majestad

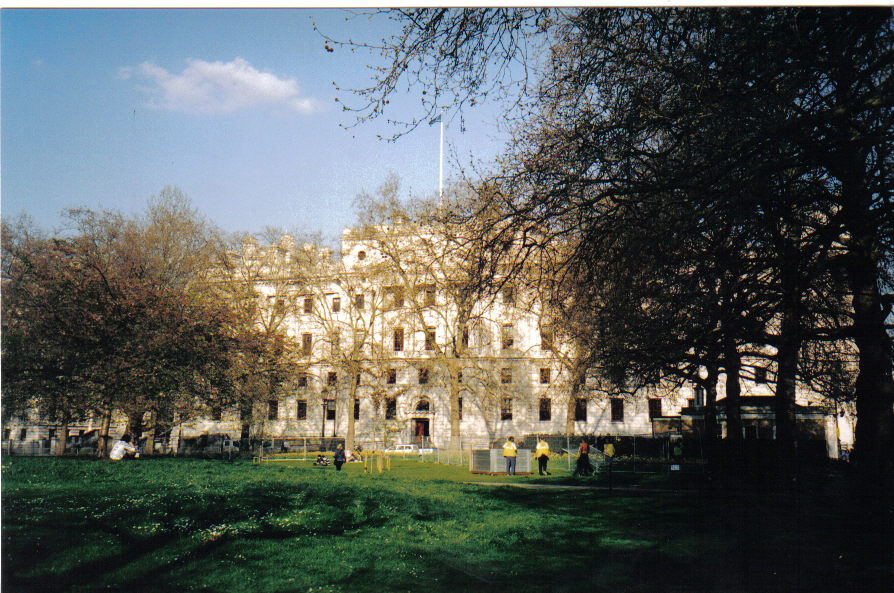
El edificio del Tesoro visto desde el estadio St James' Park.

La Tesorería de Su Majestad (en inglés, HM Treasury), también llamada the Exchequer (en español, «la Hacienda») o the Treasury (en español, «la Tesorería»), es el departamento gubernamental del Reino Unido responsable del desarrollo y ejecución de las políticas fiscal y económica del Gobierno británico.
El Tesoro mantiene el Sistema en línea de contabilidad central e reporte (OSCAR), el reemplazo del Sistema combinado de información en línea (COINS), que es un base de datos de gasto público y del que el conjunto de los estados financieros anuales de las Cuentas del Gobierno (WGA) se producen.
El adjetivo posesivo en el nombre completo del departamento varía según el sexo del monarca reinante.

## Ministros del HM Treasury
(Desde octubre de 2022)
Ministros trabajando en HM Treasury:
- Primer lord del Tesoro - Keir Starmer
- Ministra de Hacienda del Reino Unido y segunda lady del Tesoro-  Rachel Reeves
- Secretario jefe del Tesoro - Alan Campbell
- Secretario parlamentario del Tesoro - Vacante
- Secretario financiero del Tesoro - Vacante
- Secretario económico del Tesoro - Vacante
- Secretario de Hacienda del Tesoro - Darren Jones

## Publicaciones
El Tesoro publica una guía intergubernamental que incluye The Green Book: appraisal and evaluation in central government.